# Toftir
Toftir (duń. Tofte) – miejscowość na Wyspach Owczych, duńskim terytorium zależnym, położonym na Morzu Norweskim. Wieś położona jest na wyspie Eysturoy i stanowi centrum administracyjne gminy Nes. W 2016 roku zamieszkiwały ją 792 osoby. Jej nazwa z języka farerskiego oznacza Ruiny.

## Położenie
|  |
|  |
|  |

Miejscowość leży w szeregu wiosek rozciągających się na przestrzeni 10 km wzdłuż wschodnich brzegów fiordu Skálafjørður, do których należą: Nes, Saltnes, Runavík, Saltangará oraz Glyvrar. Na wschód od Toftir znajdują się niewysokie wzniesienia, wśród których jednym z wyższych szczytów jest Húkslond (129 m n.p.m.). Za wzniesieniami leży czwarte największe naturalne jezioro na Wyspach Owczych – Toftavatn (0,51 km²).

## Informacje ogólne

### Populacja
1 stycznia 2016 Toftir zamieszkiwały 792 osoby. Dane dotyczące populacji każdej z miejscowości zbierane są od 1985 roku przez farerski urząd statystyczny. W roku rozpoczęcia badań populacji w miejscowości żyło 675 osób, a rok później (1986) 669. Następnie liczba mieszkańców zaczęła wzrastać – w 1987 było ich 704, rok później 755. Przyrost trwał do roku 1992, kiedy populacja zatrzymała się na poziomie 776 osób, a następnie zaczęła maleć do poziomu 678 ludzi w 1996. Później ponownie zaobserwowano wzrost liczby osób zamieszkujących Toftir. W 2003 roku po raz pierwszy przekroczono 800 mieszkańców, a w 2004 w Toftir zamieszkiwało rekordowe 833 osoby. Następnie populacja utrzymywała się na podobnym poziomie z tendencją spadkową.
Według danych Urzędu Statystycznego (I 2016 r.) jest czternastą co do wielkości miejscowością Wysp Owczych.

Współczynnik feminizacji w Toftir wynosi 96 kobiet na 100 mężczyzn. Społeczeństwo można uznać za stosunkowo młode, 25% ludzi jest w wieku przedprodukcyjnym, a około 18% w wieku poprodukcyjnym.

### Transport
Jedyną komunikacją publiczną w Toftir są autobusy firmy Strandfaraskip Landsins. Kursuje stamtąd pospieszna linia 401, jadąca do Tórshavn przez Skálabotnur i Runavík. Autobusy te pokonują wspomnianą trasę raz dziennie w godzinach porannych i wracają w godzinach popołudniowych. Druga linia to 440 łącząca Toftir z okolicznymi miejscowościami: Selatrað, Strendur, Skála, Skálabotnur, Søldafjørður oraz Runavík.

### Sport
Piłkę nożną w miejscowości reprezentuje klub B68 Toftir, założony 21 grudnia 1962 roku. Drużyna ta trzykrotnie zdobywała tytuł Mistrza Wysp Owczych: 1984, 1985 oraz 1992. Rozgrywa ona swoje mecze na stadionie Svangaskarð, wybudowanym 1980 roku. Obiekt ten, posiadający 6000 miejsc siedzących był pierwszym obiektem, na którym swoje oficjalne mecze rozgrywała reprezentacja Wysp Owczych.
2 kwietnia 1984 roku w miejscowości założono klub pływacki Flot (far. Svimjifelagið Flot). Posiada on basen o wymiarach 16,7 × 7 m, a zawodnicy biorą udział zarówno w rozgrywkach krajowych, jak i międzynarodowych.
W 2009 roku założono w Toftir klub siatkarski, nazwany rok później Ternan. Rozgrywa on obecnie swoje mecze w Meistaradeild menn – najwyższej męskiej klasie rozgrywek siatkarskich na Wyspach Owczych.
W miejscowości istnieje także klub szachowy Tofta Talvfelag. Drużyna ta jednokrotnie zdobyła tytuł mistrza Wysp Owczych.
W roku 2005 w miejscowości powstał związek miłośników łodzi, zwany Bátafelagið. Od tamtego czasu organizuje on liczne festiwale poświęcone tematyce łodzi.

## Historia
Pierwsza wzmianka pisana o Toftir pochodzi z 1584 roku. Według podań miejscowość miała jednak istnieć wcześniej pod nazwą Hella, oznaczającą z języka farerskiego Zbocze, która odwoływała się do pagórkowatego terenu, na którym założono osadę. W XIV wieku wszyscy ludzie poza jedną kobietą zmarli z powodu zarazy czarnej śmierci. Jedyna ocalała pozostawić miała za sobą ruiny swojej wioski i od nich właśnie bierze się obecna nazwa miejscowości – Toftir.
Miejscowość posiada stosunkowo duży port. W 1969 roku przy porcie założono wytwórnię filetów. Znajduje się tam także siedziba założonego w 1993 roku Targu Rybnego Wysp Owczych (far. Fiskamarknaður Føroya).
Kościół w Toftir otworzono 27 listopada 1994 roku. Nazwano go Kościołem św. Fryderyka (far. Fríðrikskirkjan). W Toftir znajdują się także zgromadzenia innych religii: Bahá'i, założony w 1917 Dom Misyjny Tabor (far. Missiónsarbeiðið Tabor) oraz Bracia plymuccy.

## Urodzeni w Toftir
- Johan Poulsen (ur. 26 września 1890, zm. 24 czerwca 1980) – polityk reprezentujący w Løgting Partię Unii przez pełne 50 lat (od 1920 do 1970), co czyni go najdłużej urzędującym posłem w farerskim parlamencie.
- Hans Jacob Højgaard (ur. 11 września 1904, zm. 10 czerwca 1992 w Tórshavn) – kompozytor, uznawany za jednego z najwybitniejszych twórców farerskich XX wieku.
- Jógvan Martin Olsen (ur. 10 lipca 1961) – dawniej piłkarz, później trener, w latach 2006 – 2008 selekcjoner kadry narodowej Wysp Owczych.
- Fróði Benjaminsen (ur. 14 grudnia 1977) – piłkarz, reprezentant Wysp Owczych.
- Jóan Símun Edmundsson (ur. 26 lipca 1991) – piłkarz, reprezentant Wysp Owczych.